# Motor Toyota E
La familia de motores E de Toyota es una serie de motores de cuatro cilindros, producidos por el fabricante japonés Toyota de 1985 a 1999. Usan correas dentadas en vez de cadenas. Fue la primera serie con multiválvulas pensados para la economía, practicidad y uso diario, en lugar de rendimiento. Como otros motores Toyota de la era, contaba con bloques de hierro fundido, junto a culatas de aluminio. Esta serie era más ligera comparada con los anteriores, debido al cigüeñal hueco, fundición diluida del bloque y varias otras reducciones en auxiliares, así como en el propio motor. Las versiones con carburador venían con un nuevo diseño Venturi variable. Todos estos cambios mejoraron drásticamente la economía y las emisiones del motor. la familia de motores E tienen una cilindrada que va desde 999 a 1497 cm³ (1 a 1,5 L) (61,0 a 91,4 plg³). Muchas de sus piezas son intercambiables entre otros motores de la familia.

## 1E
El 1E es de 999 cm³ (1 L; 61,0 plg³) SOHC de 12 válvulas con carburador. El diámetro x carrera es 70,5 x 64 mm (2,78 x 2,52 pulgadas), una relación de compresión de 9.0:1 y una potencia de 55 CV (40 kW) a las 6000 rpm, mientras que el par máximo era de 102 N·m (75 lb·pie) a las 3500 rpm. Su primera aparición fue en 1985.
Especificaciones
- Holgura de válvula: Admisión: 0,2 mm (0,01 pulgadas); Escape: 0,2 mm (0,01 pulgadas).[2]
- Tiempo de encendido: 10° APMS.
- Capacidad de aceite: 3,2 litros (3,4 USqt).

Transmisión
- Manual de 4 velocidades C140 o  5 velocidades  C150.

Usado en
- Toyota Starlet EP70, EP80.

## 2E
El 2E es de 1295 cm³ (1,3 L; 79,0 plg³) con distribución SOHC con tres válvulas por cilindro. La potencia era de 65 a 82 CV (64 a 81 HP) (48 a 60 kW) a las 6000 rpm con 72 lb·pie (98 N·m) de par máximo a las 3600 rpm hasta 77 lb·pie (104 N·m) a las 5200 rpm. Apareció en 1985 y se descontinuó en 1998. Estaba disponible tanto en versiones con carburador como con inyección electrónica, llamado 2E-E. El 2E-TE, apareció en 1986 y era una versión con turbocompresor generando 101 CV (100 HP; 74 kW). Una versión mejorada llamada 2E-TELU, generaba 110 CV (108 HP; 81 kW).
Especificaciones:
- Diámetro x carrera: 73 x 77,4 mm (2,87 x 3,05 pulgadas).
- Relación de compresión: 9.5:1.
- Tiempo de encendido: 10° APMS.

Transmisión
- Manual de 5 velocidades C150 o C152 para versiones turbo.
- Automática A132.

Aplicaciones
- AE92, AE111 Toyota Corolla (Sudáfrica).
- Toyota Corolla/Toyota Sprinter EE90, EE96, EE97, EE100.
- Toyota Starlet EP71, EP81, EP82 (2E-E,Si Version), EP90
- Toyota Starlet EP76V Van (2E-LJ) - 73 CV (72 HP; 54 kW) a las 6000 rpm, 10,3 kg·m (101 N·m; 74 lb·pie) a las 4000 rpm[3]
- Toyota Corsa
- Toyota Conquest (Sudáfrica)
- Toyota Tazz (Sudáfrica)
- Toyota Tercel (Caribe/Sudamérica/Oriente Medio)

## 3E
El 3E es de 1457 cm³ (1,5 L; 88,9 plg³) con distribución SOHC de tres válvulas por cilindro. Su potencia era de 79 a 88 CV (78 a 87 HP) (58 a 65 kW) a las 6000 rpm y 87 pies·libra fuerza (118 N·m) de par máximo a las 4000 rpm hasta 89 lb·pie (121 N·m) a las 4800 rpm. Apareció en 1986 y se descontinuó en 1994. Los 3E aparecieron tanto en versiones carburadas (3E) como con inyección electrónica (3E-E). El 3E-TE apareció en 1986, siendo una versión turboalimentada con 115 CV (113 HP; 85 kW) a las 5600 rpm y 17,5 kg·m (172 N·m; 127 lb·pie) a las 3200 rpm.
Especificaciones
- Diámetro x carrera: 73 x 87 mm (2,87 x 3,43 pulgadas)
- Relación de compresión: 9.3:1 (8.0:1 3E-TE)

Aplicaciones
- Toyota Corolla/Sprinter EE98V (van)
- Toyota Corolla/Sprinter EE107V/EE108G (van/guayín)
- Toyota Corona ET176V (van)
- Toyota Tercel/Corolla II/Corsa EL31

Los 3E y 3E-E se consideran un poco menos seguros que otros motores Toyota, aunque también se encuentran entre los más fáciles de reparar. Los problemas más comunes que afectan a estos eran la falla prematura del sello del vástago de la válvula o caucho de nitrilo, la acumulación de carbono en las válvulas de admisión y el colapso del anillo de control de aceite en el pistón. Cualquiera de estas condiciones puede conducir a una inactividad brusca, calado y bujías sucias y, por lo tanto, debe diagnosticarse de manera diferencial. Los sellos del vástago de la válvula, al menos, pueden reemplazarse con sellos de silicona que duran mucho más.

## 4E
El 4E es de 1331 cm³ (1,3 L; 81,2 plg³) con distribución DOHC. El diámetro x carrera es de 74 x 77,4 mm (2,91 x 3,05 pulgadas). Su potencia es desde 74 HP (75 CV; 55 kW) a las 6400 rpm hasta 99 HP (100 CV; 74 kW) a las 6600 rpm con 81 lb·pie (110 N·m) de par máximo a las 3600 rpm hasta 86 lb·pie (117 N·m) a las 4000 rpm. Apareció en 1989 y fue descontinuado en 1998. Solamente llevaron inyección electrónica.
Aplicaciones
- Toyota Starlet EP82, EP85, EP91, EP95
- Toyota Tercel
- Toyota Corolla
- Toyota Paseo
- Toyota Cynos

### Primera generación 4E-FE
La primera generación 4E encontrada en los Toyota Starlet GI, Soleil y Corolla, se produjeron desde 1989 hasta 1996. Este producía 88 HP (89 CV; 66 kW) a las 6600 rpm y 86 lb·pie (117 N·m) a las 5200 rpm. Este tiene mucho en común con el 4E-FTE, compartiendo el mismo cuerpo de aceleración e inyectores un poco más grandes.
Especificaciones
- Diámetro x carrera 74 x 77,4 mm (2,91 x 3,05 pulgadas)
- Cilindrada: 1295 cm³ (1,3 L; 79,0 plg³)
- Relación de compresión: 9.6:1

### Segunda generación 4E-FE
La segunda generación del 4E-FE se introdujo en 1996, produciendo menos potencia pico de 75 CV (74 HP; 55 kW) a las 5500 rpm, pero un poco más de par máximo: 87 lb·pie (118 N·m) a las 4400 rpm. La segunda generación del 4E-FE es esencialmente el mismo que la primera, pero se cambiaron tanto el colector de admisión como el de escape, además de una pequeña alteración de la unidad de control de motor (ECU) pensada para reducir las emisiones de escape.
Especificaciones
- Diámetro x carrera 74 x 77,4 mm (2,91 x 3,05 pulgadas).
- Cilindrada: 1295 cm³ (1,3 L; 79,0 plg³).
- Relación de compresión: 9.6:1.

### Tercera generación 4E-FE
En 1997 el colector de admisión fue cambiado al igual que la ECU y el resultado fue 85 CV (84 HP; 63 kW) para el Corolla y 82 CV (81 HP; 60 kW) para el Starlet. Este se descontinuó en 1999.

### 4E-FTE
La primera generación del 4E-FE fue la base del 4E-FTE en 1989, que es una versión turbo generando 135 CV (133 HP; 99 kW) a las 6400 rpm y 116 lb·pie (157 N·m) de par máximo a las 4800 rpm. El 4E-FTE era el más potente de la serie E jamás producido, exclusivamente para el Toyota Starlet GT Turbo para el Japanese domestic market (JDM) y su sucesor: el Toyota Glanza V (JDM). Sin embargo, el 4E-FTE fue muy famoso para los entusiastas de los cambios de motor para pequeños Toyota como el Corolla, Tercel, Paseo y Sera, en los cuales encajaba sin necesidad de piezas extras. El 4E-FTE difiere internamente del 4E-FE debido a sus más fuertes bielas, pistones de menor compresión, reducida de 9.6:1 a 8.5:1 y cigüeñal más fuerte. La distribución y la culata son iguales al 4E-FE. El 4E-FTE también cuenta con un amortiguador armónico en vez de una polea de cigüeñal convencional. El turbo que llevaba el 4E-FTE era el propio modelo de Toyota CT9, que caracteriza con una salida residual interna con dos modos: bajo 0,4 bar (5,7 psi; 39,2 kPa) y alto 0,65 bar (9,2 psi; 63,7 kPa) presión de sobrealimentación. El modo bajo es controlado por un solenoide y la ECU y el modo alto es controlado con un actuador conectado al turbo. El 4E-FTE tiene un intercooler montado sobre él. Era acoplado a la transmisión Toyota C52, para el EP82 Starlet GT y la transmisión C56, para el EP91 Glanza V.
Especificaciones
- Diámetro x carrera: 74 x 77,4 mm (2,91 x 3,05 pulgadas).
- Cilindrada: 1295 cm³ (1,3 L; 79,0 plg³).
- Relación de compresión: 8.5:1.

## 5E
El 5E es de 1497 cm³ (1,5 L; 91,4 plg³) con distribución DOHC de 4 válvulas por cilindro (16 en total). La potencia varía entre 93 HP (94 CV; 69 kW) a las 5400 rpm hasta 110 CV (108 HP; 81 kW) a las 6400 rpm con 91 lb·pie (123 N·m) de par máximo a las 3200 rpm hasta 100 lb·pie (136 N·m) a las 4000 rpm. Se introdujo en 1990 y se descontinuó en 1998. Todos los 5E fueron de inyección electrónica. En 1995 Toyota cambió el sistema de encendido a uno sin distribuidor, un diseño de bobina en bujía, también cambió de OBD a OBD-II y empezó a usar pistones planos.
Especificaciones
- Diámetro x carrera: 74 x 87 mm (2,91 x 3,43 pulgadas)
- Relación de compresión: 9.4:1.

Aplicaciones
- Toyota Paseo
- Toyota Sera
- Toyota Tercel
- Toyota Raum
- Toyota Corolla
- Toyota Corsa
- Toyota Caldina
- Toyota Corolla II
- Toyota Cynos
- Toyota Vios